# دگوچیه (استان وارمی-ماسوری)
دگوچیه (به لهستانی:  Degucie) یک روستا در لهستان است که در گمینا دوبنگنکی واقع شده‌است. دگوچیه ۷۰ نفر جمعیت دارد.